# Geheimes Treffen Hitlers mit Industriellen am 20. Februar 1933

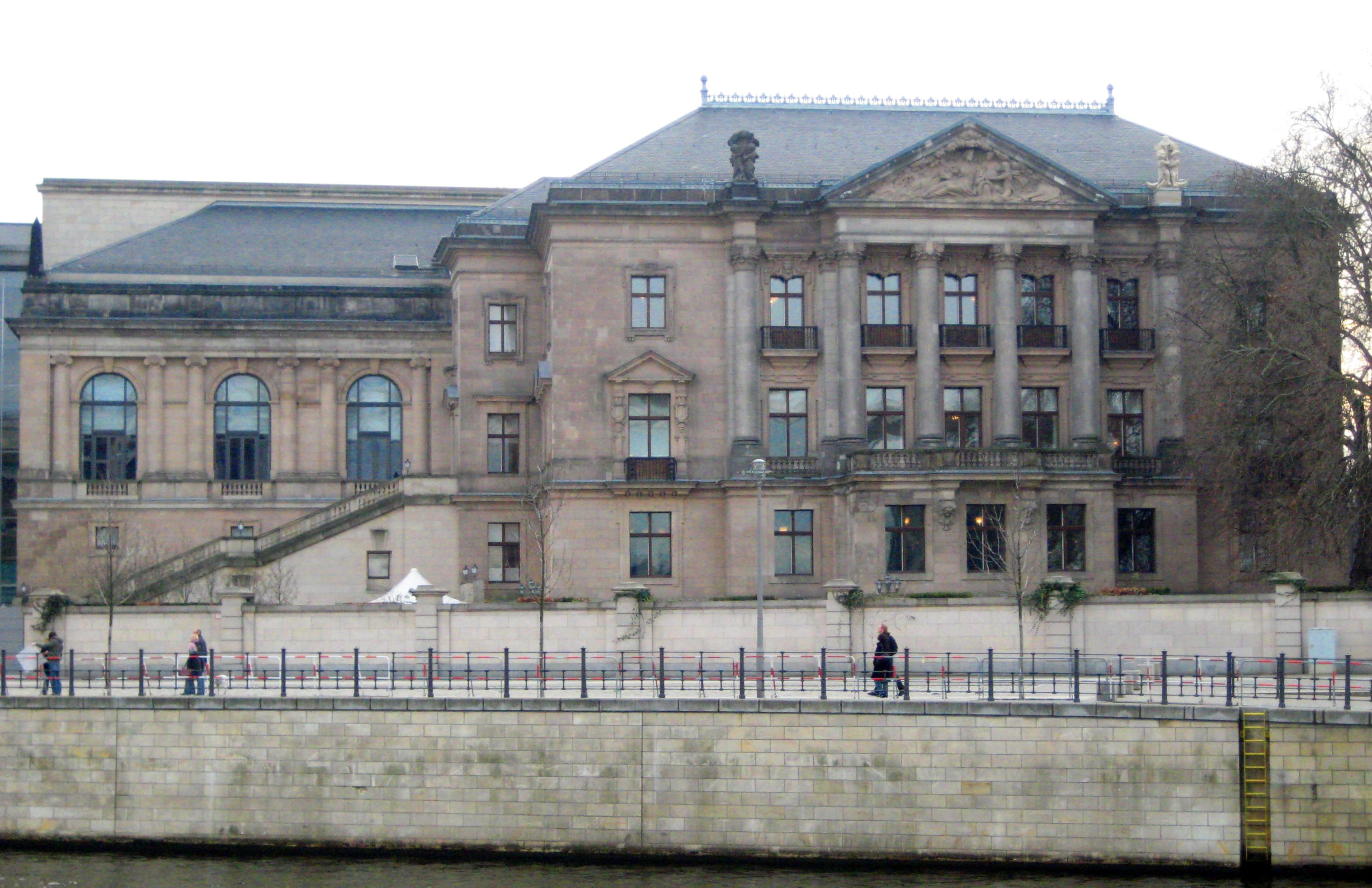
Der Ort des Treffens – das Reichstagspräsidentenpalais (2008)

Das geheime Treffen Hitlers mit Industriellen am 20. Februar 1933 war eine Zusammenkunft Adolf Hitlers mit 26 führenden deutschen Industriellen in Hermann Görings Amtssitz im Reichstagspräsidentenpalais in Berlin. Das Treffen fand wenige Wochen nach Hitlers Ernennung zum Reichskanzler und anlässlich der bevorstehenden Reichstagswahl vom 5. März 1933 statt, der letzten Mehrparteienwahl im Deutschen Reich. Die Industrievertreter wurden mit der Forderung der NSDAP konfrontiert, für den laufenden Wahlkampf eine Spende in Höhe von drei Millionen Reichsmark für den Wahlfonds der NSDAP und der Kampffront Schwarz-Weiß-Rot zu leisten, von denen etwa zwei Millionen nachweisbar als Zahlung eingegangen sind. 75 % der Summe gingen an die NSDAP. Wirtschaftspolitisch hielten die Industriellen auch nach der Veranstaltung noch am Liberalismus fest.

## Teilnehmer

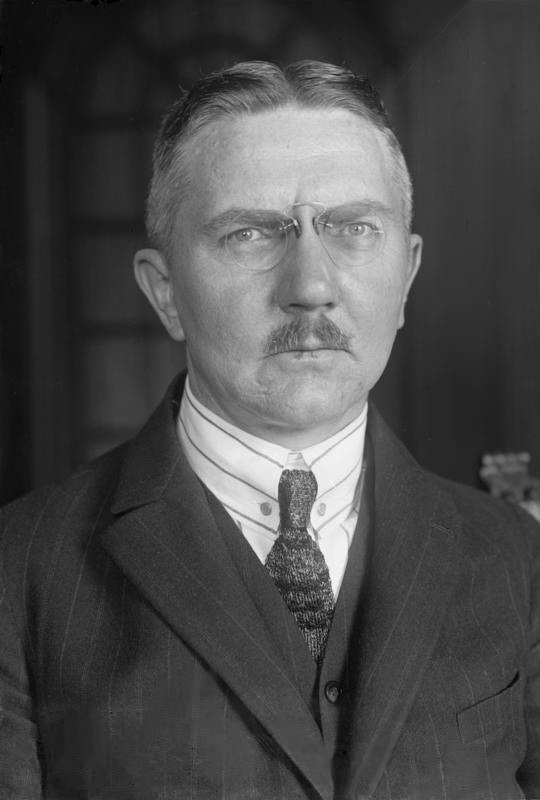
Der Organisator des Treffens: Hjalmar Schacht (1931)

Am Treffen nahmen die folgenden Wirtschaftsvertreter teil:
1. Hjalmar Schacht, ehemaliger und zukünftiger Reichsbankpräsident
2. Gustav Krupp von Bohlen und Halbach, Vorsitzender des Präsidiums des Reichsverbandes der Deutschen Industrie
3. Albert Vögler, erster Vorstandsvorsitzender der Vereinigte Stahlwerke AG
4. Fritz Springorum, Hoesch AG
5. Ernst Tengelmann[2], Vorstandsvorsitzender der Gelsenkirchener Bergwerks-AG
6. August Rosterg, Generaldirektor der Wintershall AG
7. Ernst Brandi, Vorsitzender des Bergbauvereins
8. Karl Büren, Generaldirektor der Braunkohlen- und Brikett-Industrie AG, Vorstandsmitglied der Vereinigung der Deutschen Arbeitgeberverbände
9. Günther Heubel, Generaldirektor der C. Th. Heye Braunkohlenwerke AG, Vorstandsmitglied der „Vereinigung der Deutschen Arbeitgeberverbände“
10. Georg von Schnitzler, Vorstandsmitglied der I.G. Farben
11. Hugo Stinnes junior, Vorstandsmitglied des Reichsverband der Deutschen Industrie, Mitglied des Aufsichtsrats des Rheinisch-Westfälischen Kohlen-Syndikats
12. Eduard Schulte, Generaldirektor Giesches Erben, Zink und Bergbaubetrieb, später Widerständler
13. Fritz von Opel, Vorstandsmitglied der Adam Opel AG
14. Ludwig von Winterfeld, Vorstandsmitglied der Siemens & Halske AG und Siemens-Schuckert-Werke AG
15. Wolf-Dietrich von Witzleben, Leiter des Büros von Carl Friedrich von Siemens
16. Wolfgang Reuter, Generaldirektor der Demag, Vorsitzender des Vereins Deutscher Maschinenbau-Anstalten, Präsidialmitglied des Reichsverbands der Deutschen Industrie
17. Günther Quandt, Großindustrieller, aufgrund seiner Unterstützung des Regimes späterer Wehrwirtschaftsführer.
18. August Diehn, Vorstandsmitglied der Wintershall AG
19. Hans von und zu Löwenstein, geschäftsführendes Vorstandsmitglied des Bergbauvereins
20. Ludwig Grauert, Geschäftsführer des Arbeitgeberverbandes der Nordwestlichen Gruppe des Vereins Deutscher Eisen- und Stahlindustrieller
21. Friedrich Flick[3]
22. Kurt Schmitt[4], Vorstandsmitglied der Allianz AG
23. August von Finck[5], war in zahlreichen Aufsichtsräten und Fachgremien
24. Erich Fickler[6], Generaldirektor der Harpener Bergbau AG, Aufsichtsratsvorsitzender Rheinisch-Westfälischen Kohlen-Syndikats, Vorstandsmitglied des RDI, Mitglied diverser Aufsichtsräte
25. Paul Stein[7], Vorsitzender und Generalbevollmächtigter der Gewerkschaft Zeche Auguste Victoria in Marl-Hüls und Verwaltungsratsmitglied der I.G. Farben
26. Herbert Kauert[8], Vorstandsmitglied der Gelsenkirchener Bergwerks-AG

Die Teilnehmer wurden durch Hermann Göring eingeladen. Nach dem Historiker Alfred Kube hatte er bereits am 13. Februar 1933 Vertreter der deutschen Industrie zu sich eingeladen, um das Treffen vorzubereiten. Wie ein überliefertes Telegramm an Krupp vom 16. Februar 1933 belegt, lud er Krupp für den 20. Februar 1933 um 18 Uhr in das Reichstagspräsidentenpalais ein. Als Zweck wurde angegeben, dass Hitler seine Politik erklären wolle. Nach Aussage Schachts hatte Göring die Liste der Einzuladenden mit seinem Adjutanten aufgestellt.
In einem von Krupp, Ludwig Kastl und Jacob Herle unterzeichneten Schreiben vom 18. Februar an die Mitglieder des Präsidiums, des Vorstandes, des Hauptausschusses sowie der Fachgruppen informierte der Reichsverband der Deutschen Industrie seine führenden Mitglieder über das Treffen und kündigte an „mit aller Energie dafür einzutreten, dass die Wirtschaftspolitik der neuen Regierung den Lebensnotwendigkeiten und berechtigten Forderungen der Industrie Rechnung trägt“ sowie „keine Möglichkeit ungenutzt zu lassen, um unseren Standpunkt erfolgreich zu wahren“. Er erinnerte an die Pflicht seiner Mitglieder, sich „für die Gewinnung eines stabilen Regierungsfundaments und die Durchführung einer nationalen Sammlung und Konzentration aller aufbauenden Kräfte einzusetzen“, überließ aber die „praktischen Folgerungen aus diesem allgemeinen Grundsatz“ dem „Verantwortungsgefühl jedes einzelnen Industriellen“.
Nicht alle der eingeladenen Großindustriellen nahmen teil. Paul Reusch fuhr lieber in den Winterurlaub nach Sils Maria. Carl Friedrich von Siemens lehnte die Einladung rundheraus ab. Robert Bosch wies die Einladung in einem Brief an Wilhelm Keppler mit der Begründung zurück, das Treffen, unter Beeinträchtigung seines Schlafes, nur noch mit dem Flugzeug rechtzeitig erreichen zu können, was er sich in seinem Alter nicht mehr zumuten könne.

## Ablauf
Nach einem umfangreichen Bericht des Informanten Martin Blank an Reusch erschien am 20. Februar mit 15 Minuten Verspätung Hermann Göring in Begleitung von Walther Funk und hielt eine kurze Ansprache, in der er auf die Bedeutung des laufenden Wahlkampfes hinwies. Hitler ließ die Teilnehmer noch eine Weile warten, dann schüttelte er nach seinem Kommen allen Versammelten die Hand und nahm am oberen Ende des Tisches Platz. Statt eines Gesprächs über die anstehende Wirtschaftspolitik seiner Regierung, das die Industriellen erwartet hatten, hielt er einen anderthalbstündigen Vortrag: Er bekannte sich darin zum Privateigentum, pries die Überlegenheit der Diktatur über die Demokratie und behauptete, die NSDAP wäre die einzige Rettung vor der kommunistischen Gefahr. Die Grundlage der NSDAP sei die völkische Idee und der Gedanke der Wehrhaftigkeit. Das Leben sei ein fortgesetzter Kampf, den nur ein wehrhaftes Volk bestehen könne und nur eine wehrhafte Nation könne eine blühende Wirtschaft haben. Die Demokratie sei schuld am Aufkommen des Kommunismus. In einer Aufzeichnung Krupps heißt es:

„Wir stehen heute vor folgender Situation: Weimar hat uns eine bestimmte Verfassungsform aufoktroyiert, mit der man uns auf eine demokratische Basis gestellt hat. Damit ist uns aber keine leistungsfähige Regierungsgewalt beschert worden. Im Gegenteil, der Kommunismus mußte sich nach dem, wie ich eingangs die Demokratie kritisiert habe, immer tiefer in das Volk hineinbohren.“

Dann erklärte Hitler, er brauche die gesamten Machtmittel des Staates, um den Kommunismus niederzuwerfen. Bei der Landtagswahl in Preußen müssten die Nationalsozialisten noch zehn, bei der Reichstagswahl noch 33 Mandate erringen, was bei Einsatz aller Kräfte möglich sei. Danach werde „die zweite Aktion gegen den Kommunismus“ beginnen. Für den Fall, dass die Wahlen seiner Regierung keine Mehrheit bringen würden, drohte er mit Gewalt. Über eine Beschränkung des Streikrechts oder eine Unterdrückung der Gewerkschaften sagte er nichts. Auch über seine Ziele einer Aufrüstung und einer Expansionspolitik Richtung Osten, zu denen er sich laut der Liebmann-Aufzeichnung keine drei Wochen zuvor im privaten Kreis gegenüber hohen Offizieren der Reichswehr bekannt hatte, sagte er den Industriellen nichts.
Krupp hatte eigentlich dem neuen Reichskanzler die Interessen der Industrie nahebringen wollen: Laut seinen Redenotizen sollte es dabei um „Vermeidung erneuter Unruhe“ in der Handelspolitik gehen, Arbeitsbeschaffung durch Exportförderung und die Vermeidung einer einseitigen Begünstigung der Landwirtschaft, die es der Industrie erschweren würde, für die neue Regierung einzutreten. Dass Hitler nichts darüber gesagt hatte, wie er gedachte, die Weltwirtschaftskrise zu überwinden, fand er enttäuschend. Da ein Bürgerkrieg, wie Hitler ihn angedeutet hatte, aber nicht im Interesse der Industrie liegen konnte, legte Krupp seine Redenotizen beiseite und beschränkte sich stattdessen darauf, dem Redner den Dank der Beteiligten auszusprechen. Er hob dabei besonders das Bekenntnis zum Privateigentum und zur Wehrhaftigkeit hervor und improvisierte Unverfängliches über die Bedeutung eines starken Staates.
Danach verließ Hitler das Treffen. Göring hielt eine kurze Rede, in der er versicherte, wirtschaftspolitische Experimente seien von der Regierung Hitler nicht zu befürchten. Sie werde unabhängig vom Ausgang der Wahlen an der Macht bleiben. Diese sei gleichwohl wichtig, und diejenigen, die nicht an vorderster Front kämpfen würden wie die Nationalsozialisten, sollten zumindest finanziell ihren Beitrag leisten. Dies werde den Anwesenden nicht schwerfallen, wenn sie sich klarmachten, „daß die Wahl am 5. März die letzte sicherlich innerhalb von 10 Jahren, voraussichtlich aber in 100 Jahren“ sein werde. Im Anschluss verließ auch Göring die Versammlung. Nun ergriff Schacht das Wort, wie es nach Einschätzung Henry Ashby Turners abgesprochen worden war, und bat zur Kasse. Er zeigte einen Wechsel, der auf drei Millionen Reichsmark ausgestellt war. Als Schlüssel legte er fest:
- 1.000.000 Reichsmark – westliche Kohlen- und Eisenindustrie
- 500.000 Reichsmark – chemische Industrie
- 500.000 Reichsmark – Kalibergbau
- 500.000 Reichsmark – Braunkohle
- 100.000 Reichsmark – Automobilindustrie
- 100.000 Reichsmark – Maschinenbau
- 300.000 Reichsmark – Elektrotechnik

Blank vermerkt, dass eine Million Reichsmark von der westlichen Kohlen- und Eisenindustrie, 100.000 Reichsmark für den Maschinenbau von Wolfgang Reuter und 100.000 Reichsmark von Siemens sofort zugesagt wurden. Für die 500.000 Reichsmark der chemischen Industrie habe noch keine Zusage gegeben werden können. Laut Fritz Springorum erklärten sich Vögler, Krupp, Fickler, Tengelmann, Löwenstein, Brandi und er bereit, die Sammlung der 1 Million Reichsmark zu versuchen, wobei dann aber „alle Leistungen abgegolten sein“ müssten.
Ursprünglich wollte Schacht die Verteilung der Spenden selbst übernehmen, aber auf Vorschlag von Springorum wurde der Verteilungsschlüssel 75 % NSDAP und 25 % Kampffront Schwarz-Weiß-Rot beschlossen. Der Anteil der Schwerindustrie sollte nach üblichem Schlüssel zu 60 % von der Kohlenindustrie und zu 40 % von der Eisenindustrie aufgebracht werden.
Laut Georg von Schnitzler wurde auch die Deutsche Volkspartei, auf Vorschlag von Paul Stein, in den Wahlfonds aufgenommen.
Am nächsten Tag schrieb Springorum an Reusch:

„In dieser Besprechung hat Herr Hitler eine Darstellung der politischen Entwicklung der letzten vierzehn Jahre gegeben und seine grundsätzliche Einstellung zu den politischen Geschehnissen, sowie zur Wirtschaft, Einzelpersönlichkeit und zum Privateigentum in einer Weise dargelegt, daß er wohl die restlose Zustimmung aller 27 Herren, die zugegen waren, erhalten hat.“

Auch nach einem ausführlichen Bericht von Wolf-Dietrich von Witzleben für Carl Friedrich von Siemens waren die Industriellen von Hitlers Rede beeindruckt und mit einigen seiner Ankündigungen höchst zufrieden. Der Geschäftsführer des RDI Ludwig Kastl schrieb hingegen am 25. Februar 1933 an Krupp:

„Ich finde es eine große, um nicht zu sagen unerhörte Zumutung an die Industrie, in kürzester Frist 3 Millionen aufzubringen. Über den Verteilungsschlüssel (nur 20 % an den schwarz-weiß-roten Block) bin ich empört. Ich kann aber an der Sache nichts ändern. Nach den Wahlen wird man in dem Kreise der Teilnehmer noch einmal über die Sache sprechen müssen.“

## Spenden
Das Geld wurde auf das Sonderkonto „Nationale Treuhand, Dr. Hjalmar Schacht“ beim Bankhaus Delbrück Leo & Co eingezahlt. Das Geld wurde anschließend an Rudolf Heß und an den Franz-Eher-Verlag überwiesen. Der Rest wurde direkt an Alfred Hugenberg und in den Papen-Fonds gezahlt.
Eine in den I.G.-Farben-Prozess eingebrachte Liste von Einzahlungsbelegen und eine identische Komplettaufstellung aller Zahlungen für Hjalmar Schacht vom 5. April 1933 belegen Zahlungen auf das Sonderkonto in Höhe von 2.021.000 Reichsmark. Übergeht man gestaffelte Einzahlungen, dann waren bis zum Wahltag 1.660.000 Reichsmark, also 53,3 % der erwarteten, beziehungsweise gut 85 % der letztendlich erreichten Summe eingetroffen. Einzelne Einzahler traten mehrfach in Aktion, so speziell der Bergbauverein mit seinem Rekord-Beitrag von insgesamt 600.000 Reichsmark. Insgesamt gab es 14 verschiedene Einzahler. Eine Zuordnung zu den Teilnehmern des Treffens ist nicht immer unmittelbar ersichtlich. In der Quelle des „Nürnberger Prozesses“ nicht gelistet ist eine Wahlkampf-Spende von Kurt Schmitt in Höhe von 10.000 Reichsmark.
| Datum                    | Einzahler                                                  | Summe                |
| ------------------------ | ---------------------------------------------------------- | -------------------- |
| 23. Februar              | Bergbauverein                                              | 200.000 Reichsmark   |
| 24. Februar              | Karl Hermann (Chefsekretär des Kalisyndikats)              | 150.000 Reichsmark   |
| 24. Februar              | Automobil-Ausstellung, Berlin                              | 100.000 Reichsmark   |
| 25. Februar              | Dir. A. Steinke (BUBIAG)                                   | 200.000 Reichsmark   |
| 25. Februar              | Demag                                                      | 50.000 Reichsmark    |
| 27. Februar              | Telefunken                                                 | 35.000 Reichsmark    |
| 27. Februar              | Osram                                                      | 40.000 Reichsmark    |
| 28. Februar              | I.G. Farben                                                | 400.000 Reichsmark   |
| 1. März                  | Hjalmar Schacht                                            | 125.000 Reichsmark   |
| 3. März                  | Dir. Karl Lange, Maschinenindustrie (in zwei Einzelposten) | 50.000 Reichsmark    |
| 3. März                  | Bergbauverein                                              | 100.000 Reichsmark   |
| 3. März                  | Karl Hermann, Berlin Dessauer Str.                         | 150.000 Reichsmark   |
| 3. März                  | AEG                                                        | 60.000 Reichsmark    |
| Zwischensumme am Wahltag | Zwischensumme am Wahltag                                   | 1.660.000 Reichsmark |
| 7. März                  | Fritz Springorum                                           | 36.000 Reichsmark    |
| 7. März                  | Accumulatorenfabrik AG, Berlin (Inhaber: Günther Quandt)   | 25.000 Reichsmark    |
| 13. März                 | Bergbauverein                                              | 300.000 Reichsmark   |
| Gesamt                   | Gesamt                                                     | 2.021.000 Reichsmark |

An den Papen-Fonds wurden laut einem Schriftwechsel im Nachlass Hugenberg zwischen Schacht und Hugenberg 162.500 Reichsmark gezahlt, davon 100.000 Reichsmark von den IG Farben, 35.000 Reichsmark von der westlichen Industrie und 27.500 Reichsmark von der westlichen Braunkohlenindustrie. Die Schwerindustrie überwies 215.000 Reichsmark direkt an Hugenberg. Die Kaliindustrie erklärte, dass sie nur 300.000 statt 400.000 gegeben habe, weil sie bereits der Kampffront Schwarz-Weiß-Rot erheblich direkt gespendet habe. Schacht stellte fest, dass die Braunkohle die Kampffront überreichlich bedacht habe, ansonsten teils versagt habe.
Friedrich Flick gab in einem Verhör am 14. Januar 1947 vor dem Nürnberger Militärgericht an, dass er und Albert Vögler weitere 100.000 Reichsmark an die DNVP gespendet haben, da sie „bei der Verteilung dieser Spenden zu kurz gekommen“ sei.
In seinen Erinnerungen erwähnt Hjalmar Schacht kurz das Treffen und bestätigt, dass 3 Millionen Reichsmark gezahlt worden seien. Er weist darauf hin, dass von den 3 Millionen 600.000 Reichsmark nach der Wahl übrig geblieben seien.

## Folgeentwicklungen
Über die Bedeutung dieser Wahlkampfspende für die NSDAP notierte am selben Tag Joseph Goebbels in seinem Tagebuch:

„Wir treiben für die Wahl eine ganz große Summe auf, die uns mit einem Schlage aller Geldsorgen enthebt. Ich alarmiere gleich den ganzen Propagandaapparat, und eine Stunde später schon knattern die Rotationsmaschinen. Jetzt werden wir auf Höchsttouren aufdrehen. Wenn keine außergewöhnliche Panne mehr unterläuft, dann haben wir bereits auf der ganzen Linie gewonnen.“

In seinem Verhör vor dem Nürnberger Militärgericht gab Schacht an, dass man sowieso nur „das bisschen Treibholz, dass wie gesagt zwischen links und rechts ständig hin und herschwenkte“ mit Geld für Propaganda habe beeinflussen können.
Die weiteren Umstände waren für die NSDAP dann günstig, so dass sie bei der Reichstagswahl am 5. März 1933 deutliche Gewinne erzielen konnte, aber – für viele Beobachter überraschend – die absolute Mehrheit verfehlte. Den eigentlichen Abschluss fand diese durch das Treffen und die damit bewirkten Zahlungen zentral gestützte Entwicklung in der Machtergreifung durch Reichskanzler Hitler durch das Ermächtigungsgesetz vom 23. März 1933, das seine Regierung dazu ermächtigte, ohne Zustimmung des Reichstags Gesetze erlassen zu können.
In einem Schreiben Krupps an Hitler vom 24. März 1933 begrüßte der Reichsverband der Deutschen Industrie das Wahlergebnis mit den Worten:

„Durch die Wahlen ist die Grundlage für ein stabiles Regierungs-Fundament geschaffen und es sind damit die Störungen beseitigt, die sich aus den ständigen politischen Schwankungen der Vergangenheit ergeben, und die wirtschaftliche Initiative stark gelähmt haben.“

und erklärte:

„der Reichsverband der Deutschen Industrie – als die wirtschaftspolitische Vertretung – wird alles tun, um der Reichsregierung bei ihrem schweren Werke zu helfen.“

Inhaltlich waren die Industriellen von Hitlers Vortrag aber alles andere als überzeugt. Zwar hatte Thyssen am 23. März im RDI-Präsidium eine Abkehr von den „alten abgewirtschafteten Grundsätze[n] einer liberalistischen Wirtschaftspolitik“ gefordert, doch blieb er damit in der Minderheit. Der Reichsverband gab vielmehr eine programmatische Erklärung heraus, die weiterhin an der liberalen Wirtschaftstheorie orientiert war und handelspolitisch an der Weltmarktorientierung festhielt: Der Export müsse gefördert, die krisengebeutelte Landwirtschaft nicht durch Protektionismus, sondern durch Stärkung der Kaufkraft im Innern gerettet werden; jeglichem Staatsinterventionismus wurde ebenso eine Absage erteilt wie einer Ausweitung der öffentlichen Ausgaben. Eine ähnliche Position vertrat der Deutsche Industrie- und Handelstag. Einer Wende in der Währungspolitik standen die Industriellen ebenfalls mehrheitlich ablehnend gegenüber: Die Ablösung des währungspolitisch konservativen Reichsbankpräsident Hans Luther durch Schacht löste am 16. März 1933 erhebliche Beunruhigung aus, da man fürchtete, er werde vom Golddevisenstandard abgehen und das Deficit spending der Reichsregierung durch die Notenpresse finanzieren. Der Historiker Reinhard Neebe fasst zusammen, „daß die Spitzenverbände das ‚Wirtschaftssystem des Faschismus‘, dessen Umrisse sich zudem im Februar und März 1933 noch nicht in der gewünschten Präzision erkennen ließen, zunächst mit wenig Enthusiasmus betrachteten“.

## Bewertung in der Forschung
In der Geschichtswissenschaft wird das Treffen verbreitet als geheim bezeichnet.
In der marxistischen Forschung, darunter Kurt Pätzold, gilt dieses Treffen als weiterer Beleg für die Finanzierung der NSDAP durch die Großindustrie.
Nach der Historikerin Ulrike Hörster-Philipps reflektierte das Ausmaß der finanziellen Unterstützung, die prinzipielle Übereinstimmung „aller Banken und Konzerne“ mit den Zielvorstellungen der NSDAP. Zusammen mit terroristischen Methoden hätten die Spenden der Industriellen entscheidend zum Wahlerfolg der Nationalsozialisten beigetragen.
Dagegen weist der Historiker Henry Ashby Turner darauf hin, dass die Spenden der Unternehmer „kaum als freiwillig bezeichnet werden“ können und dass „sich die meisten der anwesenden Industriellen bei näherer Betrachtung als weniger bedeutende Persönlichkeiten der Industrie erwiesen“. Für ihn war es ein „ausgefeilter Trick“ Hitlers, die Industriellen einzuladen, um „ihnen in die Tasche zu greifen“, dessen es nicht bedurft hätte, wenn bereits vorher in nennenswertem Maße Spenden aus der Großindustrie an die NSDAP geflossen wären. Insofern bezeichnet er das Treffen als „Meilenstein: der erste bedeutende materielle Beitrag von Organisationen der Großindustrie für die nationalsozialistische Sache.“ Auch der britische Historiker Ian Kershaw wertet in seiner Hitler-Biographie, dass die Zahlung durch „politische Erpressung“ zustande gekommen sei.
Der Historiker Karsten Heinz Schönbach widerspricht der Erpressungsthese Turners mit dem Verweis auf das oben erwähnte Schreiben des RDI, dessen Inhalt und „selbstbewusster Ton“ eindeutig anzeigen würde, dass die Industrie von Hitler „Rechenschaft über seine beabsichtigte Politik“ erwartete und sie ihre Haltung zu ihm davon abhängig machen werde.
Für Peter Langer war die ganze „Crème der Industrie“ vertreten gewesen, aber von Schacht mit der Aufforderung, drei Millionen zu spenden, „regelrecht überfahren“ worden.
Laut dem britischen Historiker Richard J. Evans spendeten die Industriellen, weil sie irrtümlich annahmen, „Papen und die Konservativen seien die Schlüsselfiguren“ im Kabinett Hitler. Die gespendeten Summen hätten der NSDAP ermöglicht, einen weit aufwändigeren Wahlkampf zu führen als im Wahlkampf davor, als Industriespenden noch nicht so reichlich geflossen seien.
Für den britischen Historiker Adam Tooze setzten sich die Anwesenden aus einer „eigenartig zusammengewürfelten Schar“ aus Industriekapitänen und „einer Reihe eindeutig zweitrangigen Akteuren“ zusammen. Er urteilt:

„Einmal ganz abgesehen von seinen Folgen, zählt dieses Treffen vom 20. Februar zu den berüchtigtsten Beispielen für die Bereitschaft des deutschen Großunternehmertums, Hitler bei der Aufstellung seines diktatorischen Regimes beizustehen. Die Beweise dafür sind nicht aus der Welt zu schaffen.“

Für ihn waren „Krupp und Konsorten“ „willige Partner bei der Vernichtung des politischen Pluralismus in Deutschland“. Er schränkt aber ein, dass Hitler die Zustimmung der Unternehmer gar nicht brauchte und dies auch wusste. Tooze weist darauf hin, dass Hitler in seiner Rede vor den Generälen am 3. Februar 1933 offen von territorialer Expansion sprach, was er in dieser Rede nicht tat.
Nach Werner Abelshauser machte Hitler den Industriellen „klar, wer Ross und wer Reiter auf dem Ritt ins Dritte Reich sei“.